# Cleckheaton
Cleckheaton est une ville du Yorkshire de l'Ouest, en Angleterre. Elle est située dans la vallée de la Spen (en), un affluent de la Calder, dans le district de Kirklees. Au moment du recensement de 2001, elle comptait 14 937 habitants.

## Histoire
Les vestiges d’une villa romaine ont été découvertes à Cleckheaton au début du dix-huitième siècle par Dr Richardson.

## Personnalités liées à la ville
- L'écrivain de livres pour enfants Roger Hargreaves (1935-1988) est né à Cleckheaton.
- La femme politique Kathryn Pinnock est fait baronne Pinnock de Cleckheaton en 2014[2].
- La botaniste australienne Nancy Tyson Burbidge (1912-1977) est née à Cleckheaton[3].